# Hiperón
Los hiperones son cualquier barión que contiene uno o más quarks strange, pero no los quarks charm, top o bottom (a diferencia, por ejemplo, de los protones y neutrones, compuestos solo por quarks up y down, mucho más ligeros). Los hiperones son altamente inestables y en fracciones de segundo se descomponen en bariones más estables como protones, neutrones; o en mesones como el pion.
El término «hiperón» fue inventado por Louis Leprince-Ringuet en 1953, para indicar partículas más pesadas que un nucleón.
Un sistema ligado de hiperones y nucleones (protones y neutrones) forma un hipernúcleo, cuyos tiempos de vida medios son similares a los de los hiperones (del orden de 10-10s).

## Tabla de hiperones
Tomado de la tabla de partículas
Estos son algunos de los hiperones, junto con sus desintegraciones hacia hadrones más ligeros
| Partícula             | Símbolo                                        | Quarks                             | Spin                                                       | Masa en reposo (MeV/c²) | S  | C  | B | Vida media (s) | Desintegraciones más importantes |
| --------------------- | ---------------------------------------------- | ---------------------------------- | ---------------------------------------------------------- | ----------------------- | -- | -- | - | -------------- | --- |
| Xi neutra             | {\displaystyle \mathrm {\Xi ^{0}} \,\!}        | {\displaystyle \mathrm {uss} \,\!} | {\displaystyle {\begin{matrix}{\frac {1}{2}}\end{matrix}}} | 1.314,83                | −2 | 0  | 0 | 2,90·10-10     | {\displaystyle {\begin{matrix}{}_{\Xi ^{0}\,\rightarrow \,\Lambda ^{0}+\pi ^{0}}&{}_{99,52\%}\\{}_{\Xi ^{0}\,\rightarrow \,\Sigma ^{0}+\gamma }&{}_{0,33\%}\end{matrix}}}                               |
| Xi negativa           | {\displaystyle \mathrm {\Xi ^{-}} \,\!}        | {\displaystyle \mathrm {dss} \,\!} | {\displaystyle {\begin{matrix}{\frac {1}{2}}\end{matrix}}} | 1.321,31                | −2 | 0  | 0 | 1,64·10-10     | {\displaystyle {\begin{matrix}{}_{\Xi ^{-}\,\rightarrow \,\Lambda ^{0}+\pi ^{-}}&{}_{99,88\%}\end{matrix}}}                                                                                             |
| Omega                 | {\displaystyle \mathrm {\Omega ^{-}} \,\!}     | {\displaystyle \mathrm {sss} \,\!} | {\displaystyle {\begin{matrix}{\frac {3}{2}}\end{matrix}}} | 1.672,45                | −3 | 0  | 0 | 8,21·10-11     | {\displaystyle {\begin{matrix}{}_{\Omega ^{-}\,\rightarrow \,\Lambda ^{0}+K^{-}}&{}_{67,8\%}\\{}_{\Omega ^{-}\,\rightarrow \,\Xi ^{0}+\pi ^{-}}&{}_{23,6\%}\\\end{matrix}}}                             |
| Omega encantada       | {\displaystyle \mathrm {\Omega _{c}^{0}} \,\!} | {\displaystyle \mathrm {ssc} \,\!} | {\displaystyle {\begin{matrix}{\frac {1}{2}}\end{matrix}}} | 2.697,5                 | −2 | +1 | 0 | 6,90·10-14     | {\displaystyle {\begin{matrix}{}_{\Omega _{c}^{0}\,\rightarrow \,\Sigma ^{+}+K^{-}+K^{-}+\pi ^{+}}&{}_{??\,\%}\\{}_{\Omega _{c}^{0}\,\rightarrow \,\Xi ^{0}+K^{-}+\pi ^{+}}&{}_{??\,\%}\\\end{matrix}}} |
| Xi positiva encantada | {\displaystyle \mathrm {\Xi _{c}^{+}} \,\!}    | {\displaystyle \mathrm {usc} \,\!} | {\displaystyle {\begin{matrix}{\frac {1}{2}}\end{matrix}}} | 2.468                   | −1 | +1 | 0 | 4,42·10-13     | {\displaystyle {\begin{matrix}{}_{\Xi _{c}^{+}\,\rightarrow \,\Xi ^{0}+\pi ^{+}+\pi ^{0}}&{}_{??\,\%}\\{}_{\Xi _{c}^{+}\,\rightarrow \,\Xi ^{0}+e^{+}+\nu _{e}}&{}_{??\,\%}\\\end{matrix}}}             |
| Xi neutra encantada   | {\displaystyle \mathrm {\Xi _{c}^{0}} \,\!}    | {\displaystyle \mathrm {dsc} \,\!} | {\displaystyle {\begin{matrix}{\frac {1}{2}}\end{matrix}}} | 2.471                   | −1 | +1 | 0 | 1,12·10-13     | {\displaystyle {\begin{matrix}{}_{\Xi _{c}^{0}\,\rightarrow \,p+K^{-}+K^{-}+\pi ^{+}}&{}_{??\,\%}\\{}_{\Xi _{c}^{0}\,\rightarrow \,\Lambda ^{0}+K_{S}^{0}}&{}_{??\,\%}\\\end{matrix}}}                  |
| Lambda neutra         | {\displaystyle \mathrm {\Lambda ^{0}} \,\!}    | {\displaystyle \mathrm {uds} \,\!} | {\displaystyle {\begin{matrix}{\frac {1}{2}}\end{matrix}}} | 1.115,68                | −1 | 0  | 0 | 2,63·10-10     | {\displaystyle {\begin{matrix}{}_{\Lambda ^{0}\,\rightarrow \,p+\pi ^{-}}&{}_{63,9\%}\\{}_{\Lambda ^{0}\,\rightarrow \,n+\pi ^{0}}&{}_{35,8\%}\end{matrix}}}                                            |
| Sigma positiva        | {\displaystyle \mathrm {\Sigma ^{+}} \,\!}     | {\displaystyle \mathrm {uus} \,\!} | {\displaystyle {\begin{matrix}{\frac {1}{2}}\end{matrix}}} | 1.189,37                | −1 | 0  | 0 | 8,01·10-11     | {\displaystyle {\begin{matrix}{}_{\Sigma ^{+}\,\rightarrow \,p+\pi ^{0}}&{}_{51,57\%}\\{}_{\Sigma ^{+}\,\rightarrow \,n+\pi ^{+}}&{}_{48,31\%}\end{matrix}}}                                            |
| Sigma neutra          | {\displaystyle \mathrm {\Sigma ^{0}} \,\!}     | {\displaystyle \mathrm {uds} \,\!} | {\displaystyle {\begin{matrix}{\frac {1}{2}}\end{matrix}}} | 1.192,64                | −1 | 0  | 0 | 7,4·10-20      | {\displaystyle {\begin{matrix}{}_{\Sigma ^{0}\,\rightarrow \,\Lambda ^{0}+\gamma }&{}_{100\%}\end{matrix}}}                                                                                             |
| Sigma negativa        | {\displaystyle \mathrm {\Sigma ^{-}} \,\!}     | {\displaystyle \mathrm {dds} \,\!} | {\displaystyle {\begin{matrix}{\frac {1}{2}}\end{matrix}}} | 1.197,45                | −1 | 0  | 0 | 1,48·10-10     | {\displaystyle {\begin{matrix}{}_{\Sigma ^{-}\,\rightarrow \,n+\pi ^{-}}&{}_{99,84\%}\\{}_{\Sigma ^{-}\,\rightarrow \,n+e^{-}+{\bar {\nu }}_{e}}&{}_{0,1\%}\end{matrix}}}                               |

## Categorías
- Datos: Q626719